# MC El Bayadh
Der Mouloudia Club El Bayadh (arabisch نادي مولودية البيض, DMG Nādī Maulūdiyyat al-Bayaḍ) auch bekannt als MC El Bayadh oder nur MCEB, ist ein 1936 gegründeter algerischer Fußballverein aus El Bayadh. Aktuell spielt der Verein in der ersten Liga, der Ligue Professionnelle 1.

## Erfolge
- Ligue 2 Centre-Ouest: 2021/22  ▲

## Stadion
Der Verein trägt seine Heimspiele im Stade Zakaria Medjdoub (arabisch ملعب زكرياء المجدوب) in El Bayadh aus. Das Stadion hat ein Fassungsvermögen von 8000 Personen.

## Trainerchronik
| Trainer              | Nation   | von                | bis                |
| -------------------- | -------- | ------------------ | ------------------ |
| Abelhakem Benslimane | Algerien | 1. Juli 2022       | 25. September 2022 |
| Abdelhamid Aroussi   | Algerien | 26. September 2022 | 8. Oktober 2022    |
| Chérif Hadjar        | Algerien | 9. Oktober 2022    |                    |
| Abdennour Hamici     | Algerien | 14. August 2023    | 2. Oktober 2023    |
| Abdelhak Belaid      | Algerien | 3. Oktober 2023    |                    |